# Mười (phim)
Mười: Truyền thuyết về bức chân dung, hay còn gọi ngắn là Mười, là một bộ phim kinh dị Việt Nam ra mắt năm 2007 do Kim Tae-kyeong đạo diễn, các đơn vị Việt Nam và Hàn Quốc đồng sản xuất. Đây được xem là phim điện ảnh kinh dị Việt Nam đầu tiên sau nhiều năm thể loại này vắng bóng trên màn ảnh rộng.

## Nội dung
Ở Hàn Quốc, sau ba năm không được xuất bản sách, Yoon-hee (Jo An) bị chủ bút buộc tìm ra gì đó hấp dẫn cho tác phẩm mới. Cô được Seo-yeon (Cha Ye-ryeon), người bạn cũ giờ sống ở Việt Nam, tiết lộ câu chuyện dân gian về oán hồn Mười. Yoon-hee hăm hở đến Việt Nam để tìm hiểu truyền thuyết, bất chấp từng kể xấu Seo-yeon trong một cuốn sách cũ.
Ở Việt Nam, Yoon-hee biết thêm về Mười (Anh Thư), đứa con thứ mười trong một gia đình khoảng 100 năm trước. Cô trưởng thành với vẻ đẹp lạ kỳ và phải lòng họa sĩ tài hoa Nguyễn (Bình Minh). Nhưng Nguyễn đã sánh duyên cùng người vợ giàu có Hồng (Hồng Ánh), rất ghen tuông và ác độc. Phát hiện chồng ngoại tình, Hồng cho người bẻ chân Mười rồi tạt axit khiến khuôn mặt cô biến dạng. Mười tràn ngập thù hận vì bị xã hội cô lập, ngược đãi, cũng không dám gặp người yêu vì hình hài xấu xí. Ngày 15 âm lịch, cô treo cổ tự vẫn để trở thành oán hồn báo thù. Những nhà sư trong làng phong ấn linh hồn Mười trong bức chân dung cô bằng một chiếc trâm cài tóc. Trong Thế chiến thứ hai, một sĩ quan Nhật tháo phong ấn khiến oán hồn Mười thoát ra, còn bức tranh thất lạc.
Những điều ghê rợn xảy ra trong lúc Yoon-hee tìm hiểu về Mười. Ngoài ra, giáo sư Hàn Quốc tên Park, người nghiên cứu về Mười nhiều năm qua, đã biến mất không chút manh mối. Yoon-hee tới phòng vẽ tranh của Seo-yeon, phát hiện bức tranh về xâm hại tình dục và đặc biệt là một bức tranh Seo-yeon trong bộ áo dài trắng. Seo-yeon mở lòng với Yoon-hee về ngày cô bị xâm hại và quay phim. Đồng cảm và thấy có lỗi với Seo-yeon, Yoon-hee nói lời xin lỗi và Seo-yeon đáp bằng việc trao cho bạn chiếc nhẫn của mẹ và lời gợi ý Yoon-hee tới ngôi chùa năm xưa đã phong ấn Mười. Ngày 15 tháng Giêng (âm lịch), Yoon-hee chứng kiến Seo-yeon lên cơn và cho rằng Mười đã nhập vào bạn mình. Cô đến chùa, nhận một cây trâm được cho là có thể tiêu diệt Mười bằng cách đâm vào tim Seo-yeon. Đêm đó, trong nhà, Yoon-hee tìm ra thi thể giáo sư Park cùng cuộn băng ghi âm câu thần chú triệu hồi Mười. Cuối đường hầm, cô thấy bức tranh của Mười. Oán hồn được đánh thức, truy đuổi Yoon-hee. Mười đột nhiên biến mất, còn Seo-yeon xuất hiện và khăng khăng đòi Yoon-hee giết cô bằng cách đâm cây trâm vào tim. Yoon-hee đau đớn ra tay, nhưng Seo-yeon tiết lộ đó là âm mưu của cô. Cái chết của Seo-yeon khiến Mười nhập vào Yoon-hee, bắt đầu một lời nguyền nữa.
Ngày 15 tháng Hai (âm lịch), Yoon-hee (đã bị Mười chiếm hữu) về Hàn Quốc để sát hại đôi trai gái từng tổ chức vụ hãm hiếp Seo-yeon năm xưa, khiến cô ô nhục đến mức phải sang Việt Nam sống. Mọi chuyện là kế hoạch của Seo-yeon để trả thù những người hại mình, bao gồm Yoon-hee vì đã viết các tin đồn sai sự thật về cô vào sách. Ở Việt Nam, một nhà sư thông báo "Mười đã trở lại" bên bức tranh Seo-yeon trong tư thế và bộ áo dài y hệt Mười, với cây trâm cắm vào tim.

## Diễn viên
- Jo An... Yoon-hee
- Cha Ye-ryeon... Seo-yeon
- Anh Thư... Mười
- Hong So-hee... Eun-jung
- Lee Joon
- Lim Seong-eon
- Hồng Ánh... Hồng
- Bình Minh... Nguyễn
- Lý Nhã Kỳ... Mai[3]
- Tăng Bảo Quyên... Vân
- Thành Lũy... Họa sĩ
- Nguyễn Hậu... Nhà sư
- Mai Thành... Pháp sư
- Phi Điểu... Bà già
- Nhật Kim Anh... Cô gái trong đoạn phim

## Phát hành tại Việt Nam
Xét theo thời điểm sản xuất, Mười được xem là phim điện ảnh kinh dị đầu tiên của Việt Nam sau năm 1975. Tuy được nhiều trông đợi, phim gặp một số trở ngại khi phát hành tại Việt Nam.
Trong quá trình kiểm duyệt, Cục Điện ảnh Việt Nam đánh giá phim có "nội dung không phù hợp", khiến hãng Phước Sang phải hoãn thời điểm ra mắt. Do đó, xét theo thời điểm phát hành, tác phẩm kinh dị đầu tiên của Việt Nam ra rạp sau 1975 là hai phim ngắn của hãng Chánh Tín Film: Ngôi nhà bí ẩn và Suối oan hồn, tháng 8 năm 2007.
Ngày 24 tháng 12 năm 2007, Mười công chiếu, là một trong các phim Việt đầu tiên dán nhãn 16+ (cấm trẻ em dưới 16 tuổi). Một số cảnh bị cắt, gồm đoạn Mười bị bẻ chân, đoạn một nhà sư bị chặt đứt thân thể và đoạn nhân vật Eun-jung (So-hee) bị thắt cổ.
Mười sau đó được phát hành trên Netflix ở Việt Nam với phiên bản có các cảnh bị cắt khi chiếu rạp.

## Đón nhận
Theo đánh giá của báo Sài Gòn Giải phóng: "Phim Mười ra rạp vào tháng 7 ở Hàn Quốc nhưng chỉ như "hòn đá ném xuống ao bèo", không gây được tiếng vang nào ngoài sự tấm tắc của công chúng về bối cảnh Việt Nam lạ và đẹp.... Tuy nhiên bản phim Mười này đậm chất Hàn Quốc, hơn chục diễn viên Việt Nam xuất hiện trên phim rất ngắn, nhiều nhất như Anh Thư (vai Mười) cũng chỉ được mươi phút. Thất vọng nhiều hơn vì xem phim mà không có cảm giác sợ, ngoại trừ vài cảnh tra tấn quá dã man, thậm chí cả khi nhân vật trên phim la hoảng mà người xem vẫn có thể... bật cười. Chưa kể nội dung phim thật khó hiểu...". Bài báo cũng nhận định: "Sự chuyển hướng mới của phim Việt Nam theo dòng kinh dị sẽ không suôn sẻ do những quy định liên quan đến khán giả, nhất là Luật Điện ảnh chưa có hệ thống phân loại phim cụ thể và rõ ràng. Doanh thu của phim cũng là điều gây nhiều trở ngại cho nhà sản xuất. Phim kinh dị nước ngoài ăn khách, có lãi, một phần vì kinh phí mua bản quyền thấp hơn nhiều lần so với phim sản xuất trong nước".
Theo báo VnExpress: "Tuy có để lại những nuối tiếc (thời gian xuất hiện quá ít của các diễn viên Việt Nam), hoặc không ít băn khoăn (một hồn ma Việt "du hý" tận xứ Hàn), Mười đã thành công trong thể loại phim kinh dị. Với kết thúc không có hậu, khác xa môtip "cái thiện luôn chiến thắng", linh hồn không được siêu thoát của cô gái trẻ đau khổ vì tình yêu khiến người xem phải xót xa và suy ngẫm... "
Phim đạt giải Quay phim và Âm thanh tại giải Cánh diều 2007.

## Tương lai
Tháng 3 năm 2021, hãng Silver Moonlight Entertainment công bố làm phần hai, nhan đề Mười: Lời nguyền trở lại. Phim do Hằng Trịnh đạo diễn, dự kiến ghi hình ở Việt Nam trong năm 2021, quy tụ ba diễn viên Việt trong phần đầu là Hồng Ánh, Anh Thư, Bình Minh.